# 宮崎県立小林工業高等学校
宮崎県立小林工業高等学校（みやざきけんりつこばやしこうぎょうこうとうがっこう）は、宮崎県小林市に所在した公立の工業高等学校。2008年の西諸県地区の学校再編により、宮崎県立小林商業高等学校と統合し、宮崎県立小林秀峰高等学校となった。なお、宮崎県立小林秀峰高等学校の校地は、当校の敷地を継承したものである。

## 設置学科
- 機械科
- 電気科
- 建築環境科

## 所在地
- 〒886-0002 宮崎県小林市大字水流迫664番地の2

## 沿革
- 1961年4月1日 - 宮崎県立小林高等学校西校舎の教室を仮校舎として創立。（機械科、電気科、建築科）
- 1962年5月31日 - 新校舎へ移転。
- 1964年4月1日 - 化学工学科を設置。
- 1996年4月1日 - 生活工学科を設置。化学工学科を化学工業科に名称変更。
- 2003年4月1日 - 建築科と化学工業科の募集を停止。建築環境科を設置。
- 2005年4月1日 - 生活工学科を募集停止。
- 2008年4月 - 生徒募集停止。宮崎県立小林商業高等学校と統合し、宮崎県立小林秀峰高等学校を設置。
- 2010年3月31日 - 閉校。

## 部活動
- 男子新体操部
- ハンドボール部